# Gia Miêu

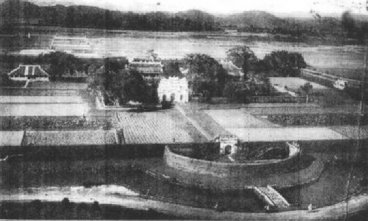
Miếu Triệu Tường

Gia Miêu Ngoại trang (chữ Hán: 嘉苗外庄), là một ngôi làng cổ, nay thuộc xã Hà Long, tỉnh Thanh Hóa.
Ngôi làng này được xem là nơi phát tích của dòng họ Nguyễn Phước và vương triều Nguyễn, vương triều quân chủ cuối cùng trong lịch sử Việt Nam. Cho đến khi lập ra Đại Nam, dòng họ này vẫn xem Gia Miêu là gốc tổ, nên còn tự xưng dòng họ là Gia Miêu Nguyễn thị (嘉苗阮氏) hay họ Nguyễn Gia Miêu.

## Mô tả
Vị trí ngôi làng cổ được xác định tương ứng với các thôn Gia Miêu 1, Gia Miêu 2, Gia Miêu 3, thuộc xã Hà Long, tỉnh Thanh Hóa. Vị trí ngôi làng nằm bên trái đường 7 đi các huyện Thạch Thành, Ngọc Lặc... cách quốc lộ 1 khoảng 4 km tính từ thị xã Bỉm Sơn. Nơi đây vẫn còn các di tích về đất phát tích của triều Nguyễn như lăng Trường Nguyên và nền Phương Cơ dưới chân núi Triệu Tường (còn gọi là núi Thiên Tôn), miếu Triệu Tường và đình Gia Miêu.

## Lịch sử
Theo gia phả họ Nguyễn tại Gia Miêu, thủy tổ dòng họ Nguyễn được xét từ đời Định Quốc công Nguyễn Bặc. Đến đời thứ 16 thì vào lánh nạn và lập nghiệp ở sách Gia Hưng, huyện Tống Giang, phủ lộ Thanh Hóa. Đến đời thứ 18 (có tài liệu chép là đời thứ 10), có Nguyễn Lý, Nguyễn Dã và Nguyễn Công Duẩn tham gia khởi nghĩa Lam Sơn, phò tá Lê Lợi lên ngôi hoàng đế, được phong Bình Ngô khai quốc công thần và được ban quốc tính. Thôn Gia Hưng được đổi thành Gia Miêu ngoại trang và huyện Tống Giang đổi thành huyện Tống Sơn.